# Charles Helou
Charles Helou (in arabo شارل الحلو‎?; Beirut, 25 settembre 1913 – Beirut, 7 gennaio 2001) è stato un politico libanese.È stato Presidente della Repubblica del Libano dal 1964 al 1970.

## Biografia
Helou nacque in una potente famiglia maronita di Baabda. Si diplomò con onore nell'Université Saint-Joseph di Beirut nel 1929 e si laureò in Giurisprudenza nel 1934.  Helou fu un capace uomo d'affari e fondò tra l'altro due quotidiani in lingua francese: L'Eclair du Nord e Le Jour. Nel 1936 entrò in politica, fondando con Pierre Gemayel e Georges Naccache il partito politico delle Falangi Libanesi, ma dissensi con Gemayel indussero abbastanza presto Helou a uscire dal partito.
La prima carica ricoperta da Helou fu quella di Ambasciatore presso il Vaticano nel 1947. Nel 1949 partecipò ai negoziati dell'armistizio di Rodi tra il Libano e Israele, in cui lo Stato ebraico tentò di lucrare vantaggi territoriali in cambio del ritiro delle sue truppe dal territorio libanese. Più tardi servì nel governo in veste di ministro della Giustizia e della sanità (1954–1955) e come ministro dell'Istruzione (1964). Inizialmente la mancanza di affiliazione politica creò a Helou l'immagine di un leader capace di unire il Libano e per questo fu forse scelto a succedere al generale Fu'ad Shehab come Presidente dell'Assemblea nazionale (vale a dire il Parlamento) nel 1964. L'alleanza tra Shehab e il Primo ministro libanese Rashid Karame, lasciò presto ogni potere esecutivo nelle mani di Karame. Helou fondò nel 1963 e operò per l'affermazione dell'Institute for Palestine Studies.
Il primo impegno politico di rilievo che Helou dovette affrontare fu quello provocato dalla diversione generata da Israele del fiume Giordano.
L'impressionante crescita economica libanese che caratterizzò la presidenza di Helou fu guastata dalla crisi dell'Intra Bank del 1966 e dalla progressiva incapacità del Libano di evitare un suo coinvolgimento nel conflitto arabo-israeliano. La Guerra dei sei giorni del 1967, peggiorò il settarismo tipico della politica libanese. Molti libanesi musulmani volevano che il Libano si unisse agli sforzi del mondo arabo in favore dei palestinesi, mentre numerosi cristiani miravano a sfuggire qualsiasi coinvolgimento del loro Paese nell'intricata questione. Helou riuscì a tener fuori sostanzialmente il Libano dal confronto, eccezion fatta per una breve incursione aerea portata a segno da Israele, ma non riuscì a placare le crescenti tensioni che si erano generate nel Paese.
Le elezioni legislative del 1968 misero in mostra un'accresciuta polarizzazione della politica libanese, con due importanti coalizioni che si fronteggiavano: una filo-nazionalista araba, guidata da Rashid Karame, e l'altra filo-occidentale (che appoggiava di fatto Israele), rappresentata dall'ex-Presidente della Repubblica Camille Chamoun, da Pierre Gemayel e da Raymond Eddé, che si aggiudicarono ognuna 30 dei 99 seggi a disposizione.

Inoltre l'autorità del governo fu minata dalla incontrastata presenza di milizie armate palestinesi (nominalmente ospiti del Libano, ma di fatto del tutto indifferenti alle disposizioni libanesi e, nel Libano del Sud, armate di tutto punto, ufficialmente per garantire l'incolumità dei numerosi campi profughi locali). Inevitabili e crescenti furono quindi gli scontri tra le forze regolari libanesi e i feda'iyyin dell'Organizzazione per la Liberazione della Palestina.
Per lungo tempo Helou cercò di barcamenarsi ma nel 1969, dopo aver fallito nel porre fine con l'esercito alle azioni armate condotte dai palestinesi, dette infine il proprio consenso agli Accordi del Cairo, che consentirono ai guerriglieri palestinesi di lanciare incursioni all'interno dei territori israeliani dalle loro basi libanesi, nella speranza (vana) che ciò avrebbe confinato i disordini lungo la linea di frontiera libano-israeliana, evitando al governo libanese la continua sfida alla propria sovranità.  Al contrario di quanto auspicato da Helou, gli scontri s'intensificarono.
Nel 1970 Helou si pronunciò a favore della candidatura presidenziale di Elias Sarkis, ma perse la sua battaglia, dal momento che l'Assemblea Nazionale preferì eleggere (per un solo voto di scarto, a dimostrazione della drammatica spaccatura del Paese) Sulayman Farangiyye.
Al contrario di altri Presidenti rimasti politicamente attivi al termine del loro mandato, Helou abbandonò la scena.  Si occupò di progetti filantropici, creando una catena di ristoranti in grado di offrire pasti caldi gratuiti ai meno abbienti.
Helou morì per una crisi cardiaca il 7 gennaio del 2001, all'età di 87 anni.